# Frea lundbladi
Frea lundbladi là một loài bọ cánh cứng trong họ Cerambycidae.